# Catephia personata
Catephia personata là một loài bướm đêm trong họ Erebidae.